# San Cristóbal de Cuéllar
San Cristóbal de Cuéllar er en by og kommune i det centrale Spanien i provinsen Segovia. Den har et indbyggertal på 154 (2024) indbyggere.